# Gabriele Magni
Gabriele Magni (Pistoia, 3 de desembre de 1973) és un esportista italià ja retirat que va competir en esgrima, especialista en la modalitat de floret.
Va participar en els Jocs Olímpics de Sidney 2000, on hi va obtenir una medalla de bronze en la prova per equips (juntament amb Daniele Crosta, Salvatore Sanzo i Matteo Zennaro).
Va guanyar una medalla de bronze en el Campionat Europeu d'Esgrima de 2000, també per equips.

## Palmarès internacional
| Jocs Olímpics      | Jocs Olímpics       | Jocs Olímpics | Jocs Olímpics     |
| Any                | Lloc                | Medalla       | Prova             |
| ------------------ | ------------------- | ------------- | ----------------- |
| 2000               | Sydney ( Austràlia) | 3             | Floret per equips |
| Campionat d'Europa |                     |               |                   |
| Any                | Lloc                | Medalla       | Prova             |
| 2000               | Funchal ( Portugal) | 3             | Floret per equips |